# Jean-Charles de Borda
Jean-Charles de Borda, (Dax, 4. svibnja 1733. — Pariz, 19. veljače 1799.), bio je francuski matematičar.
Jean-Charles de Borda je bio inženjer i šef odjela u francuskom ministarstvu pomorstva, baveći se problemima koji su se odnosili na izračunavanja vjerojatnosti, varijacija, diferencijalnih jednadžbi itd. Također se bavio balističkim proračunima koji su u obzir uzimali otpor zraka. Kao osnivač francuske škole za izgradnju brodova, kroz tehničko-teoretska istraživanja brodova i kroz instrumentalne dizajne, de Borda je imao veliki utjecaj na razvoj francuske flote. 
Po njemu je nazvano "Bordino pravilo", približna formula za izračun površine ograničene zakrivljenom linijom. Pored toga otkrio je Bordin krug, kutni instrument koji je radio na istom principu kao i sekstant, gdje su se vrijednosti očitavale na kružnim skalama i s kojim se izbjegavala ekscentricitetska pogreška. Bio je i član oba odbora, koje je Francuska akademija znanosti ovlastila da pripreme uvođenje metričkog sustava. Formulirao je 1770. izborni sustav koji se po njemu naziva Bordin izborni sustav.
Njegovo ime nalazi se na popisu 72 znanstvenika ugraviranih na Eifellovom tornju.